# Saprosites topali
Saprosites topali är en skalbaggsart som beskrevs av Riccardo Pittino 2008. Saprosites topali ingår i släktet Saprosites och familjen Aphodiidae. Inga underarter finns listade i Catalogue of Life.